# Vicci Martinez
Vicci Martinez (Tacoma, Washington; 21 de setembro de 1984) é uma cantora e compositora norte-americana. Ganhou projeção após participar da primeira temporada do reality show The Voice e chegar às finais. Lançou vários álbuns independentes antes de assinar com a Universal Republic, com quem lançou o álbum "Vicci" após a participação no reality show. Participou também da série "Orange is the new Black" da netflix, interpretando "Daddy".

## Discografia

### Álbuns
- 2000: VMB
- 2003: Sleep to Dream
- 2005: On My Way
- 2006: Vicci Martinez Live
- 2007: I Could Be a Boxer
- 2009: From the Outside In
- 2010: I Love You in the Morning
- 2011: Live From Jazzbones
- 2012: Vicci

### EPs
- 2012: Come Along

Atualmente atuando na nova temporada de Orange Is The New Black(6°temporada) com o papel de Daddy.